# Vannes et sa femme
Vannes et sa femme est une enseigne en pierre polychrome représentant les bustes d'un couple et datant probablement du XVIe siècle. Intégrée à la façade d'une maison à colombages de l'intra-muros de Vannes, elle constitue un emblème célèbre de la ville.

## Description
La sculpture connue sous le nom de Vannes et sa femme est constituée de deux bustes côte à côte: une femme à gauche et un homme à droite. Leurs visages sont joviaux et très expressifs. Leurs mains, amputées, pourraient avoir porté un objet.
Les deux personnages sont sculptés en granite et peints. Hauts de quelques dizaines de centimètres, ils «sortent» de l'angle de la maison située au 3, rue du Bienheureux Pierre-René Rogue, à l'angle de la rue Noé, dans le coin sud-ouest de la place Valencia. La façade et la toiture de cette maison, datant des XVe et XVIe siècles et ayant appartenu à Gilles de Bretagne, ont été inscrites aux Monuments historiques en 1929.

## Histoire
Si l'origine de l'enseigne demeure mystérieuse, son surnom était déjà attesté au début du XIXe siècle.
Au printemps 2010, un morceau de la tête de l'homme s'est détaché, ce qui a conduit les services des Bâtiments de France à découper la partie supérieure du crâne pour la remplacer.

## Hypothèses
La signification de cette sculpture est inconnue. Il pourrait s'agir d'une enseigne commerciale, possiblement pour un cabaret. 
D'autres hypothèses imaginent des liens avec le Château-Gaillard, situé juste en face, ou encore avec une famille locale nommée Vennes.

## Sculptures similaires dans le Morbihan
Il existe d'autres exemples similaires de couples sculptés dans le Morbihan, notamment à Landévant, Questembert (hôtel Belmont), Malestroit, Limerzel et à Pontivy, où ils prennent respectivement les noms de «Landévant et sa femme», «Questembert et sa femme», «Malestroit et sa femme», «Limerzel et sa femme» et «Pontivy et sa femme».